# Grand Prix Kanady 1972
Grand Prix Kanady 1972 (oryg. Labatt's Canadian Grand Prix) – 11. runda Mistrzostw Świata Formuły 1 w sezonie 1972, która odbyła się 24 września 1972, po raz 4. na torze Mosport International Raceway.
12. Grand Prix Kanady, 6. zaliczane do Mistrzostw Świata Formuły 1.

## Klasyfikacja
| Legenda oznaczeń w tabelach wyników Wyświetl szablon na nowej stronie | Legenda oznaczeń w tabelach wyników Wyświetl szablon na nowej stronie                                                                     |
| Oznaczenie                                                            | Wyjaśnienie |
| --------------------------------------------------------------------- | --- |
| Złoty                                                                 | Zwycięzca lub mistrzostwo |
| Srebrny                                                               | 2. miejsce lub wicemistrzostwo |
| Brązowy                                                               | 3. miejsce lub II wicemistrzostwo |
| Zielony                                                               | Ukończył, punktował (w klasyfikacji generalnej, gdy zdobył co najmniej jeden punkt na przestrzeni sezonu, poza trzema powyższymi opcjami) |
| Niebieski                                                             | Ukończył, nie punktował (w klasyfikacji generalnej, gdy nie zdobył co najmniej jednego punktu na przestrzeni sezonu)                      |
| Czerwony                                                              | Nie zakwalifikował się (NZ) |
| Czerwony                                                              | Nie prekwalifikował się (NPK) |
| Różowy                                                                | Nie ukończył (NU) |
| Różowy                                                                | Niesklasyfikowany (NS) (w klasyfikacji generalnej, gdy nie został sklasyfikowany w żadnym wyścigu sezonu)                                 |
| Czarny                                                                | Zdyskwalifikowany (DK) |
| Czarny                                                                | Wykluczony (WYK/EX) |
| Biały                                                                 | Nie wystartował (NW) |
| Biały                                                                 | Kontuzjowany (K/INJ) |
| Biały                                                                 | Wyścig odwołany (OD/C) |
| Bez koloru                                                            | Został wycofany (WYC/WD) |
| Bez koloru                                                            | Nie przybył (NP/DNA) |
| Bez koloru                                                            | Nie brał udziału w treningach (NT/DNP) |
| Bez koloru                                                            | Nie został zgłoszony (–) |
| Pogrubienie                                                           | Start z pole position |
| Kursywa                                                               | Najszybsze okrążenie wyścigu |
| †                                                                     | Nie ukończył, ale jego rezultat został zaliczony ze względu na przejechanie więcej niż 90% dystansu wyścigu.                              |
| *                                                                     | Sezon w trakcie |
| 1/2/3                                                                 | Punktowana pozycja w sprincie kwalifikacyjnym                                                                                             |
| Lista systemów punktacji Formuły 1                                    | |

| Pos | No | Kierowca             | Konstruktor  | Okrążeń | Czas/powód NU     | Poz. start. | Punktów |
| --- | -- | -------------------- | ------------ | ------- | ----------------- | ----------- | ------- |
| 1   | 1  | Jackie Stewart       | Tyrrell-Ford | 80      | 1:43:17,1         | 5           | 9       |
| 2   | 19 | Peter Revson         | McLaren-Ford | 80      | 48,2              | 1           | 6       |
| 3   | 18 | Denny Hulme          | McLaren-Ford | 80      | 54,6              | 2           | 4       |
| 4   | 8  | Carlos Reutemann     | Brabham-Ford | 80      | + 1:00,7          | 9           | 3       |
| 5   | 11 | Clay Regazzoni       | Ferrari      | 80      | + 1:07,0          | 7           | 2       |
| 6   | 4  | Chris Amon           | Matra        | 79      | + 1 okrążenie     | 10          | 1       |
| 7   | 22 | Tim Schenken         | Surtees-Ford | 79      | + 1 okrążenie     | 13          |         |
| 8   | 7  | Graham Hill          | Brabham-Ford | 79      | + 1 okrążenie     | 17          |         |
| 9   | 29 | Carlos Pace          | March-Ford   | 78      | Brak paliwa       | 18          |         |
| 10  | 15 | Howden Ganley        | BRM          | 78      | + 2 okrążenia     | 14          |         |
| 11  | 5  | Emerson Fittipaldi   | Lotus-Ford   | 78      | + 2 okrążenia     | 4           |         |
| 12  | 10 | Jacky Ickx           | Ferrari      | 76      | + 4 okrążenia     | 8           |         |
| 13  | 28 | Henri Pescarolo      | March-Ford   | 73      | + 7 okrążeń       | 21          |         |
| NU  | 6  | Reine Wisell         | Lotus-Ford   | 65      | Silnik            | 16          |         |
| DSQ | 26 | Niki Lauda           | March-Ford   | 64      | Dyskwalifikacja   | 19          |         |
| DSQ | 25 | Ronnie Peterson      | March-Ford   | 61      | Dyskwalifikacja   | 3           |         |
| NS  | 27 | Mike Beuttler        | March-Ford   | 59      | Niesklasyfikowany | 24          |         |
| NU  | 2  | François Cevert      | Tyrrell-Ford | 51      | Skrz. biegów      | 6           |         |
| NU  | 16 | Peter Gethin         | BRM          | 25      | Zawieszenie       | 12          |         |
| NS  | 33 | Skip Barber          | March-Ford   | 24      | Niesklasyfikowany | 22          |         |
| NU  | 14 | Jean-Pierre Beltoise | BRM          | 21      | Wyciek oleju      | 20          |         |
| NU  | 17 | Bill Brack           | BRM          | 20      | Wypadł z toru     | 23          |         |
| NU  | 11 | Wilson Fittipaldi    | Brabham-Ford | 5       | Skrz. biegów      | 11          |         |
| NU  | 23 | Andrea de Adamich    | Surtees-Ford | 2       | Skrz. biegów      | 15          |         |